# Rivière Chacola
Rivière Chacola är ett vattendrag i Kanada.   Det ligger i provinsen Québec, i den sydöstra delen av landet, 300 km nordost om huvudstaden Ottawa. Rivière Chacola ligger vid sjöarna  Lac Brochet och Lac Hyannis.
I omgivningarna runt Rivière Chacola växer i huvudsak blandskog. Trakten runt Rivière Chacola är nära nog obefolkad, med mindre än två invånare per kvadratkilometer.